# ندیم رمیلی
ندیم رمیلی (انگلیسی: Nedim Remili؛ زادهٔ ۱۸ ژوئیهٔ ۱۹۹۵) بازیکن هندبال الجزایری‌تبار اهل فرانسه است.